# Заветът (роман)
„Заветът“ е български роман от писателя Добри Божилов, издаден през 2020 година в София. Той е продължение на излязлата година по-рано книга от същия автор – „Задругата“.

## Сюжет
Книгата продължава представянето на тайната българска организация, създадена да съхрани народа по време на турското робство, и да го подготви за освобождение. В нея обаче е сменена гледната точка. Тук главен герой е един враг на Задругата, а самата тя се явява негов преследвач през цялото повествование. И двете страни са в преследване на нова тайна, за която не знаят нищо, но предполагат, че може да е жизнено-важна.
В книгата има изключително силен женски образ. Основната разлика със „Задругата“ е именно в образите. Докато първата книга е фокусирана по-скоро върху идеите, а хората имат поддържаща роля, тук книгата вече е на характерите, и хората са в центъра.
Също както и в първата част, „Заветът“ има няколко сюжетни линии, и представлява историческо фентъзи със силен приключенски елемент. Книгата, макар и втора в сагата, може да се чете и самостоятелно.

## Оценки
Оценките на читателите са сходни с тези за „Задругата“. Някои казват, че е малко по-слаба, а други, че я задминава „с малко“. 
В интервю пред БНР, писателят твърди, че е изпълнена основната цел – втората книга да е приблизително на нивото на първата, защото иначе би се превърнал в „автор на една единствена книга“.
Подобно на първия роман, и „Заветът“ се превръща в бестселър, като се класира на 4-то място по продажби за шестмесечието на верига-книжарници „Хеликон“.